# Emmanuelle (chanson)
Pour les articles homonymes, voir Emmanuelle.
Clip vidéo
[vidéo] « François Valéry - Emmanuelle », sur YouTube
Emmanuelle est une chanson d'amour de François Valéry, enregistrée en single, extrait de son album Emmanuelle de 1980, un des plus importants succès de sa carrière, et un des tubes des années 1980.

## Histoire
François Valéry compose cette chanson d'amour, avec des paroles de Pierre Delanoë, sur le thème d'un coup de foudre amoureux, sur des airs de slow et de disco de piste de danse de discothèque des années 1980, inspiré du succès du film Emmanuelle de 1974 « Emmanuelle, comme un soleil, Emmanuelle, toujours plus belle, Emmanuelle, devant mes yeux la vraie merveille, Emmanuelle, du bout du monde, Emmanuelle, sensuelle et blonde, Emmanuelle, aux grands yeux verts... ». 
Ce tube de l'été et de l'année 1980 est un de ses plus importants succès, avec plus de 400 000 disques vendus.

## Reprises
Le titre est réédité sur de nombreux albums et compilations de François Valéry.